# HC Kriens-Luzern
Der Handballclub Kriens-Luzern (HCKL) ist ein Schweizer Handballverein aus Kriens bei Luzern, der 1966 gegründet wurde. Der Leistungssport wurde im Jahr 2009 in die HC Kriens-Luzern AG ausgegliedert. Mit der SG Pilatus-Handball verfügt der Verein zudem über eine Nachwuchsförderungs-Organisation, die zusammen mit den Partnervereinen Borba Luzern und TV Horw geführt wird.

## Geschichte
Der HC Kriens-Luzern war lange Zeit ein Verein, der sich in der Schweizer Handball-Szene einen hervorragenden Namen machte durch ausgezeichnete Nachwuchsarbeit. Mit dem Spitzenteam wollte der Anschluss an die nationale Spitze aber nicht gelingen. Immer wieder zog es talentierte junge Handballer aus dem Verein zu den grossen Teams in der Nachbarschaft, die damals sportlich weitaus bessere Perspektiven bieten konnten, was wiederum dem HC Kriens-Luzern die Chancen verbaute, sich diese selber zu erarbeiten.
Diesen gordischen Knoten durchschnitt der Verein mit einem enorm breiten Umfeld im Jahr 2006. Damals gelang der Aufstieg in die Nationalliga B (2. Spielklasse), ein Jahr später der direkte Aufstieg in die Nationalliga A (damals Swiss Handball League genannt, heute Quickline Handball League). Ironischerweise profitierte der HC Kriens-Luzern damals vom Rückzug der SG Zentralschweiz, eines der Nachbarvereine. Dieser hatte sich wegen fehlender wirtschaftlicher Grundlagen zum Rückzug aus der Nationalliga A entschlossen.
Mit dem erstmaligen Aufstieg in die Nationalliga A schafften die Krienser Handballer aber den Durchbruch. Nach einem ersten harten Jahr tastete sich der Verein Schritt für Schritt an die nationale Spitze heran. Nach Rolf Dobler (SUI) und Torben Winther (DEN) übernahm der deutsche Europameister Heiko Grimm im Sommer 2013 die Leitung des Teams. Seither arbeitet der Verein mit der klaren Zielvorgabe, ein Team mit Perspektiven und sehr grossem Bezug zur Schweiz aufzubauen. Grimm wurde 2017 vom Kroaten Goran Perkovac abgelöst, und seit 2024 ist Željko Musa, auch er Kroate, Cheftrainer. Musa war 2023 als Spieler zum HCKL gekommen.
Im Jahr 2011 gelang erstmals die Qualifikation für den Europacup und dort der Einzug in den Viertelfinal. Im Sommer 2014 qualifizierte sich das Team erneut für den Europacup und schaffte den Einzug in die inzwischen wieder eingeführten Playoffs der besten vier Teams der Liga. Mit dem jüngsten Team der Finalrunde und dem höchsten Anteil an Schweizer Spielern sowie einer sehr starken Verwurzelung in der Region setzte der HC Kriens-Luzern erfolgreich eine Entwicklung in Gang für den Handball in der Zentralschweiz.
Die Nachwuchs-Teams der SG Pilatus Handball erreichten parallel grosse Erfolge und erkämpften sich immer wieder nationale Nachwuchstitel auf verschiedenen Leistungsstufen.
In der Saison 2022/23 gewann der HC Kriens-Luzern erstmals den Schweizer Cup durch ein 32:30 im Final gegen die Kadetten Schaffhausen. Diesen Erfolg wiederholen sie in der Saison 2024/25 gegen Wacker Thun mit einem 33:32.

## Kader Saison 2024/25
(Stand: 10. Oktober 2024)
| Nr.  | Nat.       | Name                | Geburtsdatum | Grösse | Position |
| ---- | ---------- | ------------------- | ------------ | ------ | -------- |
| Tor  |            |                     |              |        |          |
| 1    | Schweiz    | Sven Näf            | 2005         | 188    | TH       |
| 16   | Frankreich | Kévin Bonnefoi      | 1991         | 190    | TH       |
| Feld |            |                     |              |        |          |
| 6    | Schweiz    | Dimitrij Küttel     | 1994         | 192    | RR       |
| 8    | Schweiz    | Luca Sigrist        | 2005         | 185    | RM       |
| 9    | Schweiz    | Valentin Wolfisberg | 2004         | 180    | RM       |
| 10   | Serbien    | Miloš Orbović       | 1993         | 191    | RR       |
| 11   | Montenegro | Radojica Čepić      | 2002         | 194    | RL       |
| 13   | Schweiz    | Finley Röttges      | 2004         | 195    | KL       |
| 14   | Schweiz    | Gino Steenaerts     | 2005         | 183    | FR       |
| 15   | Schweiz    | Moritz Oertli       | 2001         | 187    | RM       |
| 21   | Schweiz    | Ramon Schlumpf      | 1998         | 186    | FL       |
| 22   | Kroatien   | Marin Šipić         | 1996         | 192    | KL       |
| 23   | Schweiz    | Gino Delchiappo     | 1998         | 195    | KL       |
| 25   | Schweiz    | Jonas Schelker      | 1999         | 184    | RM       |
| 27   | Schweiz    | On Langenick        | 2000         | 183    | FL       |
| 39   | Kroatien   | Sandro Obranović    | 1992         | 195    | RM       |
| 57   | Schweiz    | Ammar Idrizi        | 2001         | 183    | FR       |

## Bekannte ehemalige Spieler
- Andy Schmid
- Tobias Baumgartner
- Bojan Beljanski
- Hleb Harbus
- Carlos Lima Fuentes
- Chen Pomeranz
- Nicolas Raemy
- Roman Schelbert
- Benjamin Steiger
- Nik Tominec